# Külföldi nyelvoktatás
A külföldi nyelvtanfolyam az utazásszervezésnek az a speciális ágazata, amikor az elsődleges cél a nyelvtanulás egy külföldi nyelviskolában az utazásszervezéssel egybekötve illetve az ehhez kapcsolódó turisztikai és egyéb szolgáltatásokkal kiegészítve.

## A nyelvi utaztatás szereplői
- a külföldi nyelviskola
- a nyelvi utaztató iroda
- hazai és nemzetközi szakmai szervezetek
- nemzetközi szakmai szervezet
- a partnercégek és hivatalos intézmények
- utas/diák

## A külföldi nyelvtanfolyamok
A külföldi nyelvtanfolyamokon az oktatás hétfőtől péntekig tart, a legtöbb esetben a diáknak vasárnap kell megérkeznie és szombaton távoznia. Természetesen lehet plusz éjszakát kérni abban az esetben, ha az utazás az adott napokon valami miatt nem megoldható. Az első tanítási napon minden diák egy orientációs programon vesz részt, illetve ekkor kerül sor a szintfelmérő teszt megírására is, mely alapján az iskola besorolja a nyelvtudási szintjének megfelelő csoportba és még aznap megkezdheti a tanfolyamot. A nyelviskolák 7-8 nyelvi szinten indítanak csoportokat egy időben, és gondosan ügyelnek a nyelvtudási szint mellett a nemzetközi összetételre is. Teljesen kezdő diákokat is fogadnak, de csak a prospektusukban előre meghirdetett kezdési időpontokban. A többi diák legtöbb esetben minden hétfőn csatlakozhat a kurzusokhoz.

### Ifjúsági/junior nyelvtanfolyamok
Az ifjúsági tanfolyamok 8 éves kortól vannak kb. 18 éves kor. A legjellemzőbb korosztály azonban mégis a középiskolásoké. Személyes véleményem is az, hogy ez a program számukra a legmegfelelőbb, hiszen a fiatalabbak sokszor még nem annyira önállóak, hogy hetekig távol legyenek a családjuktól. Míg az idősebbek számára sokkal inkább fontosabb az önállóság, a választási lehetőség és többnyire jobban érzik magukat egy felnőtt típusú, „szabadabb” nyelvi programon. Ma már elég sok olyan iskola is van, amely akár 16 éves kortól fogad diákokat a felnőtt típusú tanfolyamaira is. Az ifjúsági/gyermektábor illetve a junior elnevezés többnyire arra vonatkozik, hogy még a fent említett korosztályok is fel vannak bontva, hiszen egy 12 és mondjuk egy 16 éves diáknak teljesen más az érdeklődési köre, másképp kell őket tanítani, más szabadidős, kulturális és sportprogramok érdeklik.

### Felnőtt nyelvtanfolyamok
A felnőttek már a nyelvtanfolyamok szempontjából sokkal több lehetőség közül választhatnak, ezek természetesen ugyanúgy iskolafüggőek, mint a gyerekeknél: az általános tanfolyamtól kezdve a szuper intenzív, a kombinált, nyelvvizsga felkészítő, mini csoportos, magán órás vagy szaknyelvi programokon át az egyetemi felkészítőkig.
Az oktatás a felnőtt típusú tanfolyamok esetében is beszédközpontú, de kiterjed a nyelvtan, a szövegértés (hallás és olvasás útján egyaránt), a kiejtés és az intonáció területére is. Az elhelyezésben is több lehetőség van, itt a családi és a kollégiumi elhelyezés sok esetben kiegészülhet még az apartman, a diákközösség illetve a hotel elhelyezéssel is. A felnőtt tanfolyamok egész évben a diákok jelentkezését, a tanfolyamok a legtöbb iskolánál minden héten indulnak, így bármelyik hétfőn lehet csatlakozni. A tanfolyamok hossza általában 2 héttől indul, és tulajdonképpen bármennyi lehet. Az utóbbi években az egy hetes tanfolyamok is egyre népszerűbbek, de ezek többnyire a különböző cégek jutalom útjai illetve továbbképzései miatt.
Természetesen minden nyelviskola szervez délutáni, esti és hétvégi szabadidős és kulturális programokat, kirándulásokat, városnézéseket is a felnőtt diákok számára, viszont ezek nincsenek benne a programdíjban. A felnőtt típusú nyelvtanfolyamokat csoportosíthatjuk intenzitás, csoportméret vagy típus szerint is.
Intenzitás szerint lehetnek:
- általános nyelvtanfolyam
- intenzív nyelvtanfolyam
- vakációs nyelvtanfolyam
- kombinált intenzív nyelvtanfolyam (szuper-intenzív).

Csoportméret szerint:
- normál csoportos
- mini csoportos
- magánóra
- kombinált nyelvtanfolyamok.

Típus szerint a következők lehetnek:
- általános nyelvtanfolyam
- szakmai nyelvtanfolyam
- nyelvvizsga felkészítő tanfolyam
- nyelvi tanév program
- speciális nyelvtanfolyam.

## A tanfolyamok mellé választható turisztikai és egyéb szolgáltatások

### Elhelyezések és az étkezések
A nyelvi utaztató irodák számára többnyire a nyelviskolák biztosítják az elhelyezéseket. Szinte minden helyszínen több lehetőség közül tudnak az utasok választani. Az ifjúsági tanfolyamoknál a szállás mindig bele van kalkulálva a tanfolyam csomagárába. Két elhelyezés típus közül tudnak választani ez a családi elhelyezés és a kollégiumi elhelyezés. Persze a két típuson belül is lehet többféle variáció. Itt a gyerekeknél általában két- vagy többágyas elhelyezések szoktak lenni. Természetesen nekik a programcsomag a teljes ellátást is tartalmazza, amely többnyire büfé rendszerű étkezést jelent illetve a kirándulásokkor csomagolt ebédet kapnak a diákok.
A felnőtteknél már nem ennyire egyszerű a helyzet. Helyszíntől függően a szálláslehetőségek nagyon eltérőek lehetnek. Kereskedelmi és nem kereskedelmi szálláshelyeket is találhatunk, de természetesen mindegyiket az iskola ajánlja és az ügyintézés is rajtuk keresztül történik.
A szállástípusok közül a következőket szokták ajánlani az iskolák:
- családi elhelyezés,
- kollégiumi elhelyezés,
- apartman /diák apartman,
- hotel elhelyezés.

### Utazás, közlekedés
Az utasok a tanfolyamok helyszíneire a nyelvi utaztató irodák segítségével illetve saját szervezésben is eljuthatnak. A ki- és hazautazás költségeit egyik tanfolyam sem tartalmazza, mivel sok nyelvi utaztató iroda egyéni utakat szervez. Így az utasnak lehetősége van arra, hogy a számára lehető legjobb megoldást válassza. Az iroda munkatársai a partnerirodákkal együttműködésben természetesen segít a repülő-, vasút-, és autóbuszjegyek foglalásában és megvételében, amennyiben ezt az utas szeretné. A nyelvtanfolyamok mellé minden esetben transzferszolgáltatást is lehet kérni, akár csak érkezésnél, de érkezésnél és távozásnál is.

### Szervezett programok, szabadidős tevékenységek
Mindegyik iskola szokott szabadidős programokat szervezni, melyet természetesen az évszakok, a helyi adottságok és számtalan tényező befolyásol, de egész évben széles választék várja a diákokat. Vannak ingyenes és fizetős fakultatív programok is, erről mindig az iskolában vagy szerencsésebb esetben már az utaztató irodánál is értesülhet az utas. Az árak általában hasonlóak vagy talán még kedvezőbbek is, mint egy nyaralás esetében.

## Egyéb szolgáltatások

### Biztosítás
A nyelvi utaztató irodáknál természetesen lehetőség van a biztonságról is gondoskodni, de ez minden esetben az utas saját döntése.

### Vízumügyintézés
Bizonyos országokba való belépéshez vízum beszerzése szükséges. Az igényléshez szükséges dokumentumok összeállításában a nyelvi utaztató iroda az utas rendelkezésére áll.